# タバーン
座標: 北緯47度29分25秒 東経19度02分30秒 / 北緯47.49028度 東経19.04167度

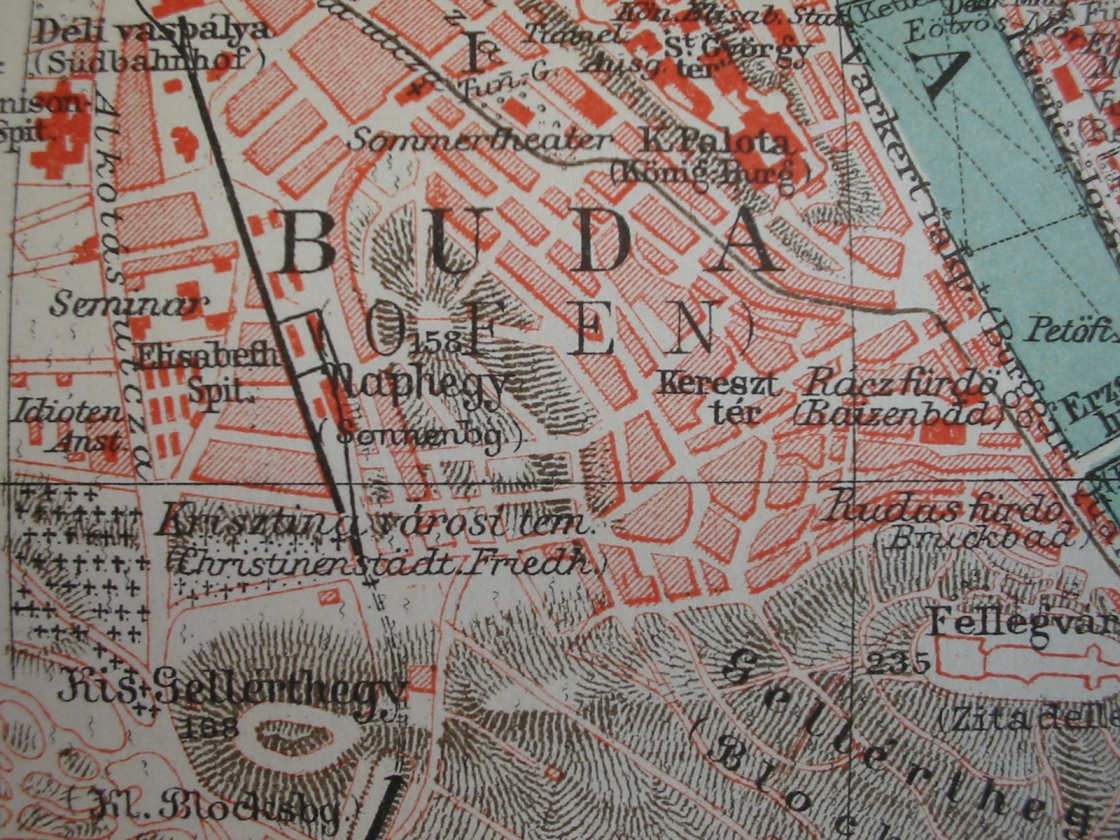
1905年版マイヤー百科事典掲載の地図にあるナプ山とタバーン街。

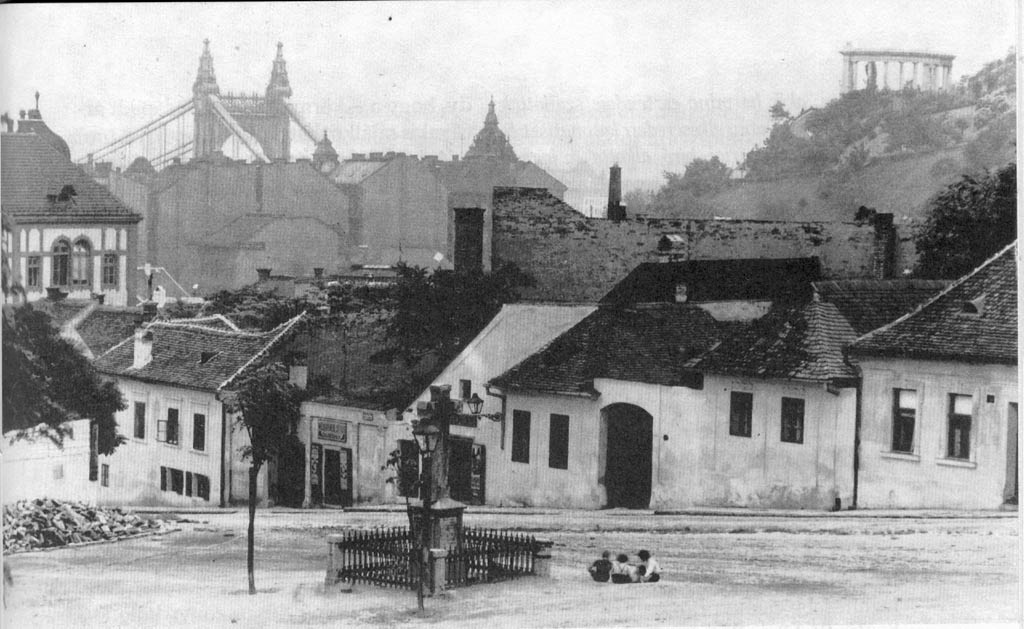
20世紀初めごろのケレスト広場。背後に完成間もない頃の旧エルジェーベト橋が見える。

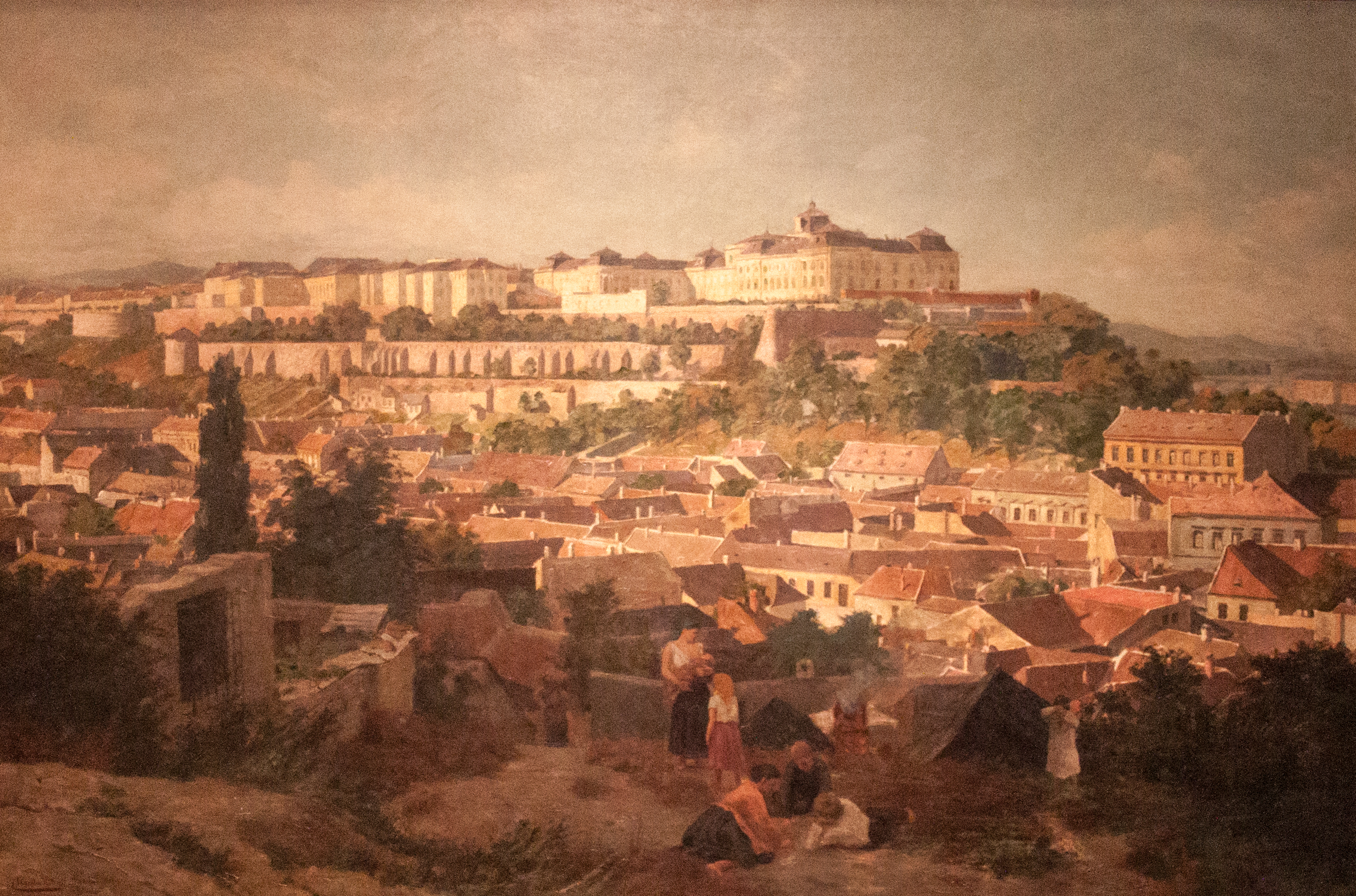
画家ナードレル・ローベルトによる19世紀末のタバーンとブダ城。ブダペスト歴史博物館所蔵。

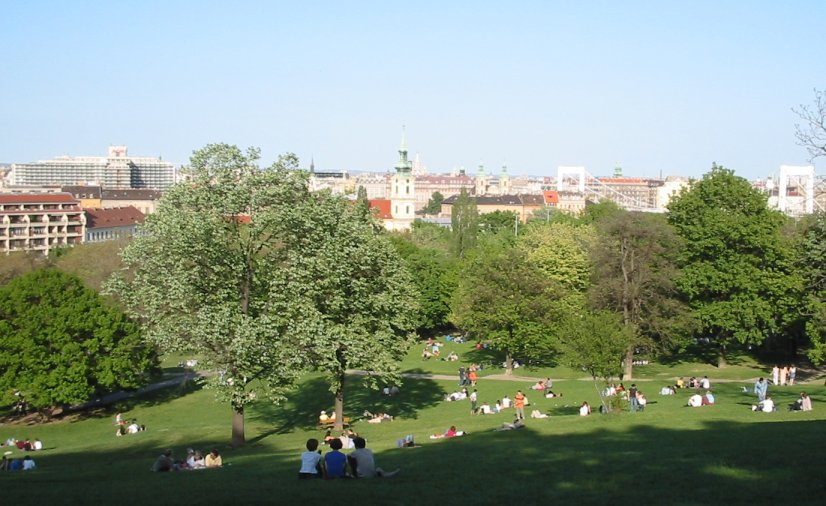
21世紀初め頃のタバーン地区。

タバーン（ハンガリー語: Tabán）は、ハンガリーの首都ブダペストのI区にある地域。南北をツィタデッラ（要塞）のあるゲッレールト山とブダ城のある城山（王宮の丘）に挟まれ、公園や温泉施設を抱える。1930年代までは飲食店の集まる開放的な地区として知られた。なお、ブダペスト以外のハンガリーのいくつかの都市にもタバーンとよばれる地区が存在する。

## 歴史
タバーン地区は丘陵に挟まれた谷であり、ゲッレールト山の麓から温泉が湧き出ていたこと、ドナウ川の浅瀬に位置していたことから新石器時代より人が居住していた。鉄器時代にはケルトの部族が住み、紀元前1世紀にはローマ人が住むようになった。
中世のオスマン帝国支配期には、ブダ城直下の街として療養のためルダシュ温泉、ラーツ温泉が開発され、バルカン半島から連れて来られた人々が居住した。ハンガリーのトルコからの解放後には、ギリシャ、ボスニア、セルビアからの難民が来るとともに人口が増加していった。17世紀にボスニアのフランシスコ会が現在も存続する教区教会を設立し、正教会もまた教区を設立した。ドナウ河岸に近い場所にあったデブレンテイ広場 (Döbrentei tér) の端には高い尖塔を持つセルビア正教会の大聖堂があり、周辺にセルビア人の集会所や学校、墓地などが集まっていた。ブダペストは、ハプスブルクの帝国内にいるセルビア人にとっても文化の中心地となっており、18世紀末にはオスマン帝国内では禁止されていたセルビア語での書籍の出版社も設立された。18世紀当時、街にはセルビア人、マジャル（ハンガリー）人のほか、ギリシャ人やロマなど多数の民族が住み、多くは漁業やバルカン半島からの運送業などドナウ川に関わる仕事を営んでいた。タバーンはセルビア人の街を意味するラーツの街 (Rácváros) ともよばれた。名の由来となったトルコ語起源のセルビア語タバン (табан) は「足の裏」を意味する。
19世紀になると、多くのレストラン、酒場、売春宿をかかえ情緒的な場所として知られるようになったタバーン街は、詩人・作家・画家など多くの芸術家を引き寄せてきた。この時代のタバーン街は、丘の中腹の数多くの狭い通りに面して小さな低層の家が立ち並び、中心近くのケレスト広場（十字架広場、Kereszt tér）には、セルビア人正教徒の旧墓地を記念する石造りの十字架が立っていた。
20世紀初めまでには移民の多くは去っていった。1933年以降、行政の決定によりナプ山地区 (Naphegy) に近い一部の建物を除いてタバーン街はほぼ完全に解体された。セルビア正教の大聖堂は残されたが、1945年の第二次世界大戦のブダペスト包囲戦により他の残る建物とともに大損害を受け、破壊された。街の南端と西端は、現在も名前が残るオロム通り (Orom utca) とツァコー通り (Czakó utca) であったが、それ以外の通りの多くは失われている。
現在ではタバーン地区の主要部分は市立公園となっている。公園には、第二次世界大戦で破壊されたものの1980年代に修復された旧ケレスト広場の十字架、1990年代に建てられた1956年ハンガリー動乱の記念碑などがある。